# Jeong Gyeong-mi
Jeong Gyeong-mi (ur. 26 lipca 1985) – południowokoreańska judoczka, brązowa medalistka olimpijska, brązowa medalistka mistrzostw świata.
Największym sukcesem zawodniczki jest brązowy medal igrzysk olimpijskich w Pekinie w kategorii do 78 kg. Jest również brązową medalistką mistrzostw świata z 2007 roku i wicemistrzynią Azji rok później.
W 2010 roku zdobyła złoty medal igrzysk azjatyckich w Kantonie (w kategorii do 78 kilogramów).